# Cinque Nazioni 1992
Il Cinque Nazioni 1992 (in inglese 1992 Five Nations Championship, in francese Tournoi des Cinq Nations 1992, in gallese Pencampwriaeth y Pum Gwlad 1992) fu la 63ª edizione del torneo annuale di rugby a 15 tra le squadre nazionali di Francia, Galles, Inghilterra, Irlanda e Scozia, nonché la 98ª in assoluto considerando anche le edizioni dell'Home Nations Championship.
Fu vinto dall'Inghilterra per la trentesima volta al termine di una campagna da record: per la prima volta dal 1924 gli inglesi realizzarono due Grandi Slam consecutivi, e con un proprio giocatore, Jonathan Webb, fu ritoccato verso l'alto il record di punti in una singola edizione (67) già stabilito l'anno precedente con il connazionale Simon Hodgkinson a quota 60; in aggiunta a ciò, l'Inghilterra, fresca del riconoscimento di miglior formazione dell'Emisfero Nord avendo perso la finale della Coppa del Mondo 1991 contro l'Australia pochi mesi prima, realizzò anche il record di punti in una singola edizione di torneo con 118, nonché la sesta Triple Crown del secondo dopoguerra.
Terzo Whitewash per l'Irlanda nell'ultimo decennio e tredicesimo assoluto, dopo la partita di Parigi in cui la Francia demolì 44-12 la formazione in maglia verde con 7 mete a zero.
Fu l'ultima edizione di torneo a disputarsi con la meta valevole 4 punti: il 17 aprile successivo il congresso generale dell'IRFB a Wellington deliberò, tra le altre modifiche regolamentari, l'aumento del valore della meta a 5 punti a partire dalla successiva stagione sportiva.

## Nazionali partecipanti e sedi
| Squadra     | Città     | Impianto interno   |
| ----------- | --------- | ------------------ |
| Francia     | Parigi    | Parco dei Principi |
| Galles      | Cardiff   | National Stadium   |
| Inghilterra | Londra    | Twickenham         |
| Irlanda     | Dublino   | Lansdowne Road     |
| Scozia      | Edimburgo | Murrayfield        |

## Risultati

### 1ª giornata
| Arbitro: | Derek Bevan |

|             |      |                     |
| White       | mt   | Morris R. Underwood |
|             | tr   | Webb                |
| G. Hastings | c.p. | Webb (4)            |
|             | drop | Guscott             |

| Arbitro: | Fred Howard |

|            |      |                |
| R. Wallace | mt   | S. Davies      |
| Keyes      | tr   |                |
| Keyes (3)  | c.p. | N. Jenkins (3) |
|            | drop | Stephens       |

### 2ª giornata
| Arbitro: | Owen Doyle |

|                |      |             |
|                | mt   | Saint-André |
|                | tr   | Lafond      |
| N. Jenkins (3) | c.p. | Viars       |
|                | drop | Penaud      |

| Arbitro: | Derek Bevan |

|                                               |      |       |
| Guscott Webb (2) Halliday R. Underwood Morris | mt   | Keyes |
| Webb (4)                                      | tr   | Keyes |
| Webb (2)                                      | c.p. | Keyes |

### 3ª giornata
| Arbitro: | Tony Spreadbury |

|            |      |                 |
| R. Wallace | mt   | Nicol Stanger   |
|            | tr   | G. Hastings (2) |
| Keyes (2)  | c.p. | G. Hastings (2) |

| Arbitro: | Stephen Hilditch |

|              |      |                                  |
| Penaud Viars | mt   | Morris R. Underwood Webb tecnica |
| Viars        | tr   | Webb (3)                         |
| Viars        | c.p. | Webb (3)                         |

### 4ª giornata
| Arbitro: | Freek Burger |

|                 |      |            |
| N. Edwards      | mt   |            |
| G. Hastings (2) | c.p. | Lafond (2) |

| Arbitro: | Ray Megson |

|                        |      |  |
| Carling Dooley Skinner | mt   |  |
| Webb (3)               | tr   |  |
| Webb (3)               | c.p. |  |

### 5ª giornata
| Arbitro: | Freek Burger |

|                                                 |      |              |
| Cabannes Cécillon Viars (2) Penaud (2) Sadourny | mt   |              |
| Viars (5)                                       | tr   |              |
| Viars (2)                                       | c.p. | McAleese (4) |

| Arbitro: | Marc Desclaux |

|                |      |                              |
| Webster        | mt   |                              |
| N. Jenkins     | tr   |                              |
| N. Jenkins (3) | c.p. | Cr. Chalmers G. Hastings (2) |
|                | drop | Cr. Chalmers                 |

## Classifica
| Pos | Squadra     | G | V | N | P | PF  | PS  | DP  | Pt |
| --- | ----------- | - | - | - | - | --- | --- | --- | -- |
| 1   | Inghilterra | 4 | 4 | 0 | 0 | 118 | 29  | +89 | 8  |
| 2   | Francia     | 4 | 2 | 0 | 2 | 75  | 62  | +13 | 4  |
| 3   | Scozia      | 4 | 2 | 0 | 2 | 47  | 56  | −9  | 4  |
| 4   | Galles      | 4 | 2 | 0 | 2 | 40  | 63  | −23 | 4  |
| 5   | Irlanda     | 4 | 0 | 0 | 4 | 46  | 116 | −70 | 0  |